# Papilio indra
Papilio indra ist ein Schmetterling (Tagfalter) aus der Familie der Ritterfalter (Papilionidae).

## Beschreibung

### Falter
Die Flügelspannweite der Falter beträgt 62 bis 72 Millimeter. Alle Flügel haben eine schwarzbraune bis schwarze Grundfarbe. In der Submarginalregion der Vorderflügel befindet sich auf der Oberseite vom Apex bis zum Innenrand eine Reihe kleiner gelber Flecke, in der Postdiskalregion verläuft meistens eine weitere Reihe größerer gelber Flecke. Die beiden Fleckenreihen setzen sich auf den Hinterflügeln in ähnlicher Form fort. Zwischen den beiden Reihen befinden sich bläuliche Flecke. Im Analwinkel hebt sich ein rötlicher Augenfleck, der schwarz gekernt ist, ab. Der gezahnte Außenrand hat einen sehr kurzen Schwanzfortsatz. Bezüglich der farblichen Ausgestaltung der Falter gibt es aufgrund regionaler Unterschiede eine große Variationsbreite. Beispielsweise zeigen Exemplare der Unterart Papilio indra kaibabensis, die im Grand Canyon vorkommen, wenig gelbe, hingegen verstärkt blaue Zeichnungselemente. Besonders bei den Weibchen treten diese Merkmale deutlich hervor. Die Unterseite aller Flügel weist die Merkmale der Oberseite in etwas abgeschwächter Form auf. Das Abdomen von Papilio indra ist einfarbig schwarz, zuweilen ist am Ende an jeder Seite ein kleiner gelber Fleck zu sehen.

### Raupe
Jüngere Raupen haben eine schwarzbraune Farbe und zeigen in der Mitte eine weiße Querbinde. Angenähert erinnern sie an Vogelkot. Mit dieser Mimese sind sie vor Fressfeinden gut geschützt. Ausgewachsene Tiere zeigen ein auffälliges Muster, das abwechselnd aus breiten schwarzen und weißen oder rosa Querstreifen besteht. Dieses Muster kann farblich jedoch regional variieren.

### Ähnliche Arten
Papilio indra unterscheidet sich von anderen in der Flügelzeichnung ähnlichen Papilio-Arten durch das einfarbig schwarze, nur zuweilen beidseitig mit je einem gelben Fleck am Ende versehene Abdomen. Ähnliche Arten zeigen dort stets gelbe Punktreihen oder Streifen an jeder Seite.

## Verbreitung und Lebensraum
Das Verbreitungsgebiet von Papilio indra erstreckt sich von British Columbia weiter südlich bis nach Kalifornien und Richtung Osten bis nach Wyoming, Colorado und Nevada. Die Art besiedelt bevorzugt warme Felsschluchten und kommt auch in der Sonora-Wüste vor.

## Lebensweise
Die Falter bilden eine Generation pro Jahr aus und sind hauptsächlich im Mai und Juni anzutreffen; in Wüstengebieten jedoch schon ab März. Sie besuchen zur Nektaraufnahme gerne verschiedene Blüten oder nehmen Flüssigkeit und Mineralstoffe an feuchten Erdstellen auf. Die Raupen ernähren sich polyphag von den Blättern verschiedener Doldenblütler (Apiaceae), dazu gehören auch krautartige Pflanzen aus den Gattungen Cymopterus, Lomatium und Tauschia. Die Verpuppung erfolgt als Gürtelpuppe. Diese überwintert.

## Unterarten
Neben der Nominatform Papilio indra indra Reakirt, 1866 werden folgende Unterarten unterschieden:
- Papilio indra calcicola Emmel & Griffin, 1998
- Papilio indra fordi Comstock & Martin, 1956
- Papilio indra kaibabensis Bauer, 1955
- Papilio indra martini T. & J. Emmel, 1966
- Papilio indra minori Cross, 1936
- Papilio indra nevadensis T. & J. Emmel, 1971
- Papilio indra panamintensis Emmel, 1982
- Papilio indra parvindra J. Emmel, T. Emmel & Griffin, 2008
- Papilio indra pergamus H. Edwards, 1874
- Papilio indra phyllisae J. Emmel, 1982
- Papilio indra shastensis Emmel & Emmel, 1998